# Powiat Gyula
Powiat Gyula (węg. Gyulai járás) – jeden z ośmiu powiatów komitatu Békés na Węgrzech. Siedzibą władz jest miasto Gyula.

## Miejscowości powiatu Gyula
- Elek
- Gyula
- Kétegyháza
- Lőkösháza